# Potrerillos, Querétaro Arteaga
Potrerillos är en ort i Mexiko.   Den ligger i kommunen Pinal de Amoles och delstaten Querétaro Arteaga, i den centrala delen av landet, 190 km norr om huvudstaden Mexico City. Potrerillos ligger 1 751 meter över havet och antalet invånare är 185.
Terrängen runt Potrerillos är kuperad norrut, men söderut är den bergig. Runt Potrerillos är det ganska tätbefolkat, med 54 invånare per kvadratkilometer. Närmaste större samhälle är Pinal de Amoles, 4,5 km norr om Potrerillos. I omgivningarna runt Potrerillos växer huvudsakligen savannskog.